# Luanchuanraptor
Luanchuanraptor (що означає «луаньчуаньський злодій») — рід дромеозаврид пізньої крейди Китаю. Рід базується на частковому скелеті з формації Цюпа в Луаньчуань, Хенань. Це були дромеозавриди середнього розміру, перші азійські таксони дромеозавридів, описані за межами пустелі Гобі або північно-східного Китаю.

## Відкриття
Luanchuanraptor відомий з часткового скелета незрілої особини, знайденого в формації Qiupa в провінції Хенань, Центральний Китай. Скам'янілості були занесені в каталог як 41HIII-0100 і описані Лю та його колегами у 2007 році. Luanchuanraptor — це посилання на округ Луанчуань, у якому було знайдено останки, а латинське слово raptor означає злодій або крадій. Видова назва, henanensis, є явним посиланням на провінцію Хенань.

## Опис

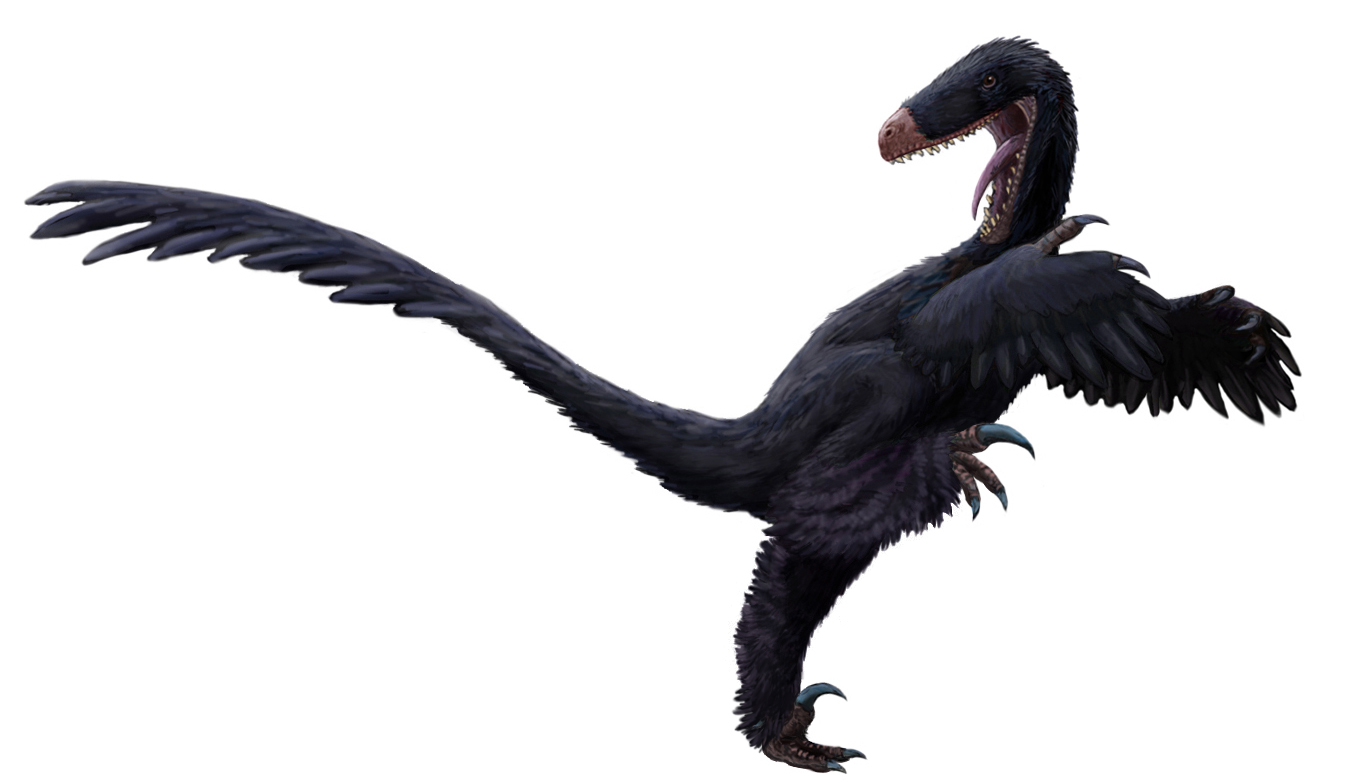
Художня реконструкція

Luanchuanraptor були дромеозаврами середнього розміру, довжиною від 1,1 до 1,8 м і вагою від 2,2 до 2,5 кг. Однак особина 41HIII-0100 зберігає незрощену лобову частину, що означає, що на момент смерті вона не була повністю дорослою твариною, тому вони досягли трохи більших розмірів.
Їх можна відрізнити від інших таксонів дромеозаврів за дуже жорстким кінчиком хвоста, на що вказують короткі нервові шипи хвостових хребців, з’єднані передні шеврони, деякі задні хвостові з западинами біля нервової ості[що?], кремезний проксимальний і задній кінці шевронів, і великий отвір на коракоїді.

## Палеосередовище
Останки Luanchuanraptor були знайдені в пізньокрейдяній формації Qiupa в Китаї. На основі стратиграфічних кореляцій він вважається пізнім маастрихтом за віком приблизно від 72 до 66 мільйонів років тому. Більшість присутніх середовищ складалися з мілководних озер із плетеними дельтами річок.